# Тарб-2
Тарб-2 (фр. Tarbes-2, окс. Tarba-2) — кантон во Франции, находится в регионе Юг — Пиренеи. Департамент кантона — Верхние Пиренеи. Входит в состав округа Тарб.
Общее население кантона на 2007 год составляло 11 212 человек.
Код INSEE кантона 6529. В состав кантона входит одна коммуна.